# IC 2290
IC 2290 — галактика типу E (еліптична галактика) у сузір'ї Рак. Була відкрита Максом Вольфом 13 лютого 1901 року.
Цей об'єкт міститься в оригінальній редакції індексного каталогу.